# Persée (portal)

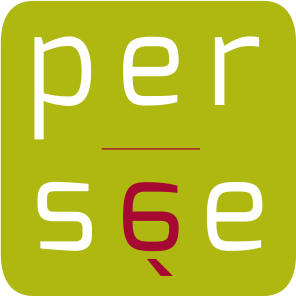
Logo oficial

Persée é um portal que foi criado com o objetivo de difundir as publicações digitais acadêmicas em francês no âmbito das ciências humanas. Os periódicos são selecionados por um corpo editorial, garantindo assim a coerência científica das coleções.
Os periódicos franceses no campo das humanidades constituem uma rica herança científica. A digitalização desse conteúdo visa a promover as publicações científicas em francês, facilitar o livre acesso aos resultados da pesquisa científica e fornecer à comunidade científica ferramentas para pesquisa e documentação. 
Considerada parte da herança francesa, as coleções estão disponíveis para todos, sem custos, em um propósito de livre e não-exclusivo acesso e disseminação.